# Щеглов, Пётр Филиппович
Пётр Филиппович Щегло́в (ок. 1825, Тульская губерния — 6 [18] сентября 1896, Санкт-Петербург) — протоиерей Русской православной церкви, ректор Олонецкой духовной семинарии, первый председатель Александро-Свирского православного братства, магистр богословия.

## Биография
Родился в Тульской губернии в семье священника. Окончил Тульской духовной семинарии и Московскую духовную академию (1852); в 1853 году был направлен преподавателем в Олонецкую духовную семинарию. Сначала преподавал в ней гражданскую историю, библиографию раскола, немецкий язык и нравственное богословие, после назначения секретарём правления семинарии стал преподавать словесность и греческий язык.
В 1865 году принял сан священника и был назначен инспектором семинарии. С 1871 года — ректор, протоиерей, преподаватель основного богословия, священного писания Нового завета.
Первый председатель главного совета и член-учредитель Православного церковного братства Святого преподобного Александра Свирского чудотворца с 1892 года.
Был членом многих учреждений Олонецкой губернии. Действительный член Олонецкого губернского статистического комитета, председатель Совета Олонецкого епархиального женского училища, член Олонецкого местного управления Российского общества Красного Креста, Петрозаводского благотворительного общества, Окружного правления общества спасания на водах, комитета Петрозаводской Алексеевской общественной библиотеки.
В 1894 году вышел в отставку. Весной 1896 года отправился из Петрозаводска в Санкт-Петербург, решив посетить Святую Землю. Доехал до Нового Афона, после чего заболел и вернулся в Санкт-Петербург, где умер 6 (18) сентября 1896 года от «паралича мозга». Похоронен на Волковском православном кладбище.
В память протоиерея П. Ф. Щеглова была утверждена стипендия его имени для воспитанников Олонецкой духовной семинарии.

## Награды
- Орден Святого Владимира 3-й (1886)[7] и 4-й (1883) степеней
- Орден Святой Анны 2-й степени (1873)
- Магистерский наперсный крест от Синода
- Золотой наперсный крест с драгоценными украшениями от Петрозаводского общества в память 30-летней службы в Олонецком крае (1883)
- Знак Красного Креста
- Знак Общества Спасания на водах
- Палица
- Медаль в память войны 1853—1856 гг.

## Публикации
- Слово на Новый год, произнесённое 1 января 1876 г. в Петрозаводском кафедральном воскресенском соборе // Олонецкие губернские ведомости. — 1876. — 17 января.
- Слово, сказанное ректором Олонецкой семинарии П. Ф. Щегловым, 24 октября 1888 года по случаю храмового праздника в церкви Петрозаводского тюремного замка. — Петрозаводск, 1888. — 4 с.
- Вытегорский погост и Тагажмозерский приход. — Петрозаводск, 1890.
- Слово, сказанное в день перемещения мощей святого благоверного Александра Невского // Олонецкие губернские ведомости. — 1888. — 7 сентября.
- Слово, сказанное в день священнейшего помазания и венчания на царство Императора Александра Александровича // Олонецкие губернские ведомости. — 1890. — 23 мая.